# Nebojša Bradić

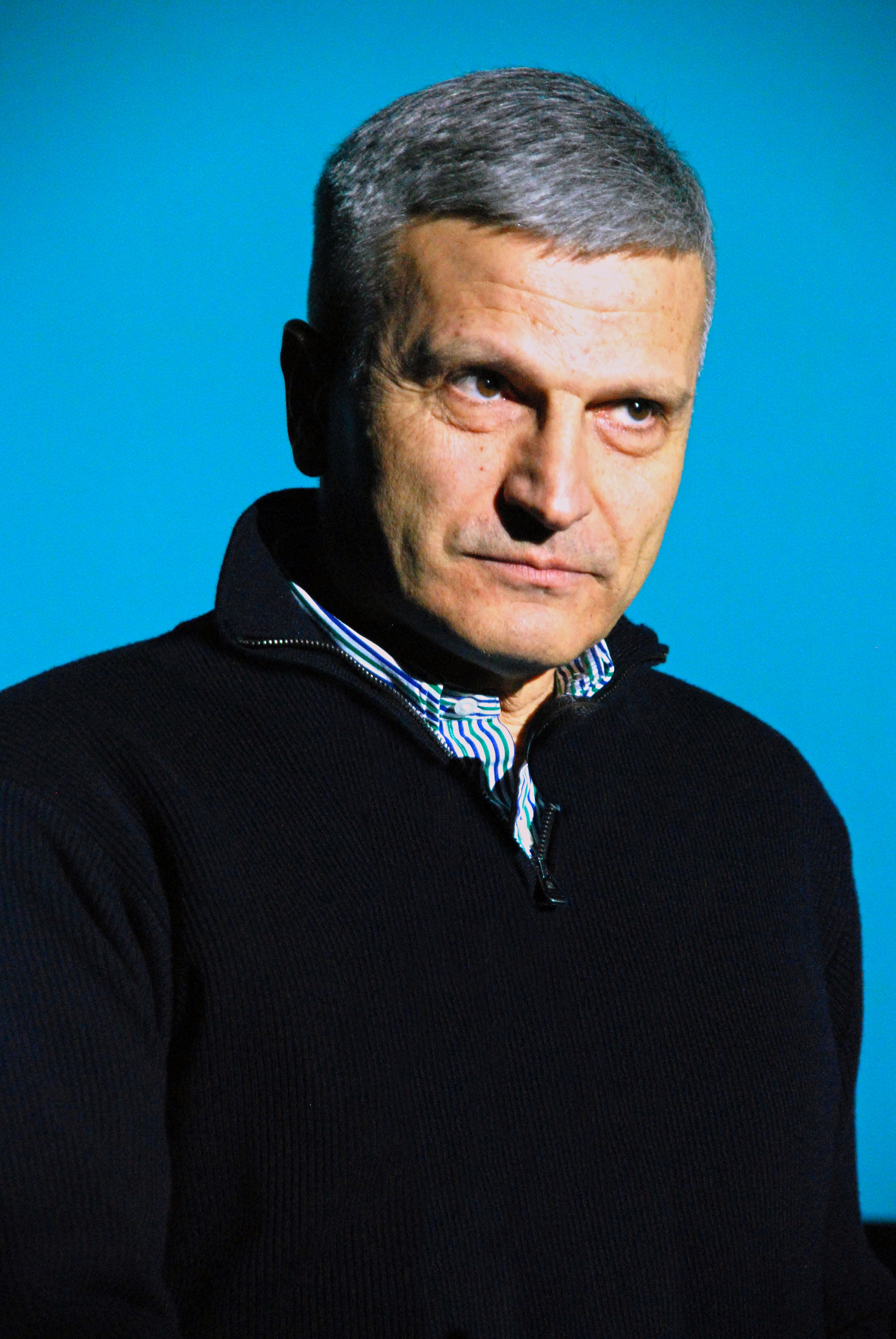
Nebojša Bradić (2008)

Nebojša Bradić (serbisch-kyrillisch Небојша Брадић; * 1956 in Trstenik, Jugoslawien) ist ein serbischer Politiker und Regisseur.

## Leben
Nach seinem Studium der Theater- und Radioregie an der Universität Belgrad war er von 1981 bis 1996 als Regisseur und Intendant am Theater in Kruševac tätig. Danach war er Intendant mehrerer Theater in Belgrad: Atelje 212 (1996–1997), Nationaltheater (1997–1999) und  Schauspieltheater (2000–2008). Er führte Regie bei zahlreichen Theater-, Musical- und Opernproduktionen und rief im Jahre 2003 das Belgrader Tanzfestival ins Leben. Er lehrte an der Fakultät für Schauspiel der Universität der Künste Belgrad.
Er gehört der Partei G17 Plus an. Vom 7. Juli 2008 bis zum 14. März 2011 war er Kulturminister Serbiens. Seit 2015 ist er Chefredakteur der Kulturredaktion von Radio-Televizija Srbije.

## Veröffentlichungen
- (als Herausgeber): Kruševačko Pozorište 1946 - 1996 (Das Kruševačer Theater 1946–1996), 1996, ISBN 86-82769-01-8